# Lothar Fendler
Lothar Fendler (Breslavia, 13 agosto 1913 – Stoccarda, 7 marzo 1983) è stato un militare tedesco SS-Sturmbannführer, nel Sonderkommando 4b dell'Einsatzgruppe C e fu coinvolto nell'omicidio degli ebrei nell'Ucraina occupata. Al processo Einsatzgruppen del 1948, Fendler fu condannato a dieci anni di carcere ma fu rilasciato nel 1951.

## Biografia
Tra il 1932 e il 1934 Fendler studiò odontoiatria. Il 15 aprile 1933 si arruolò nelle SS, numero 272603. Dal 1934 al 1936 prestò servizio nella Wehrmacht; dopo aver lasciato la Wehrmacht, Fendler si unì alla Sicherheitsdienst (SD) nel 1936; il 1 maggio 1937 entrò a far parte del NSDAP, numero 5216392.
Nel maggio 1941, Fendler fu trasferito al Sonderkommando 4b dell'Einsatzgruppe C per prepararsi alle azioni dell'Einsatzgruppe durante l'operazione Barbarossa, dove fu responsabile dell'intelligence divisionale. Il suo ruolo, secondo la testimonianza resa al processo di Norimberga, fu quello di scrivere i rapporti sul morale della popolazione locale. Il 2 ottobre 1941 fu sostituito e tornò a Berlino. Fu reintegrato nel Sonderkommando nel marzo 1942 e tornò di nuovo in Germania nel luglio dello stesso anno. Trascorse il resto della guerra lavorando per l'intelligence straniera dell'SD. Successivamente fu arrestato dagli americani e processato a Norimberga.
Dal 1947 al 1948, Fendler fu uno dei 24 imputati nel processo Einsatzgruppen; il suo avvocato difensore era Hans Fritz con l'assistenza del Dott. Gabriele Lehmann. Il presidente era Michael A. Musmanno. Il 9 aprile 1948 Fendler fu dichiarato colpevole per i tre capi di cui fu accusato: crimini contro l'umanità, crimini di guerra e partecipazione a un'organizzazione criminale.
La causa contro di lui si basò sulla questione se Fendler avesse riferito come vice comandante a Günther Herrmann; questo fatto non fu chiarito in modo definitivo. Fendler fu sicuramente il secondo ufficiale di grado più alto di Herrmann nel Sonderkommando 4b e ci furono solo sette ufficiali nell'unità. Il 10 aprile 1948 Fendler fu condannato a dieci anni di carcere: scontò la pena nella prigione di Landsberg.

## Riduzione della pena e rilascio
Nell'ambito dell'intensa discussione sul riarmo della Germania occidentale dopo lo scoppio della guerra di Corea nell'estate del 1950, il 31 gennaio 1951 l'Alto Commissario per la Germania John McCloy riconsiderò le 15 condanne a morte pronunciate a Norimberga, su raccomandazione del Peck Panel. Quattro detenuti ebbero la loro condanna commutata in ergastolo e sei vennero condannati a pene detentive comprese tra i dieci e i venticinque anni.  Cinque delle condanne a morte furono confermate. La sentenza contro Fendler fu ridotta a otto anni. Nel dicembre 1951 fu rilasciato dal carcere.